# Hermann von Heeren

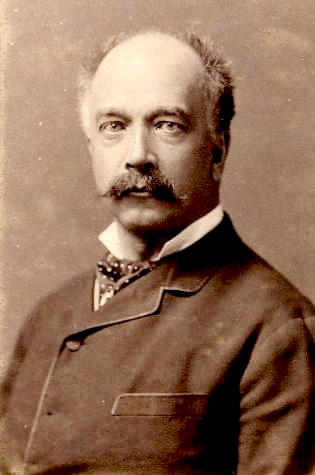
Hermann Heeren

Johann Hermann Heeren, ab 1889 Freiherr von Heeren, (* 4. Oktober 1833 in Waldenau, Holstein; † 6. Mai 1899 in Rottenbuch, Oberbayern) war deutscher Diplomat der Freien Hansestädte.

## Leben
Johann Hermann Heeren war ein Großneffe des Historikers Arnold Heeren. Er studierte Rechtswissenschaft an der Ruprecht-Karls-Universität Heidelberg und der Georg-August-Universität Göttingen. In Göttingen wurde er cum laude zum Dr. iur. promoviert. Er wurde im Corps Suevia Heidelberg (1854) und im Corps Hannovera Göttingen (1855) aktiv. Als Nachfolger des in den Ruhestand getretenen Vincent Rumpff wurde er 1864 in Paris Ministerresident der drei Freien Hansestädte Bremen, Hamburg und Lübeck am Kaiserlich-französischen Hof Napoleons III. Bei Ausbruch des Deutsch-Französischen Krieges im Jahr 1870 verhalf er Kaiserin Eugénie de Montijo zu ihrer abenteuerlichen Flucht von Paris über Deauville ins Londoner Exil. Heeren trat anschließend von seinem Amt als diplomatischer Vertreter der Städte in Paris zurück.
Er setzte sich in Bayern zur Ruhe und erwarb das Gut Rottenbuch im Ammertal aus dem Bestand des säkularisierten ehemaligen Klosters Rottenbuch. Er besaß in Rottenbuch eine Brauerei und begründete ein Familienfideikommiss.

### Ehrungen

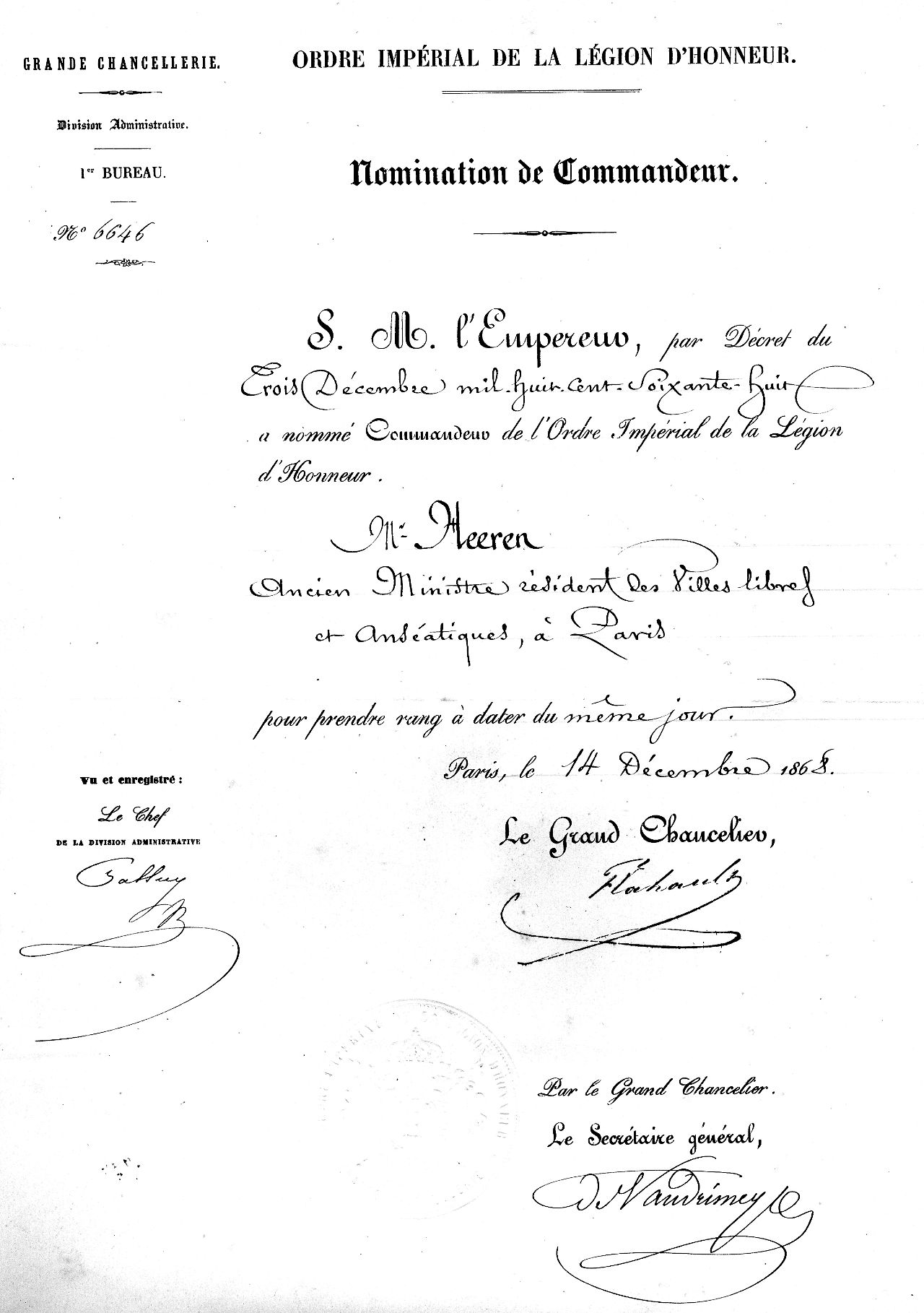
Ernennungsurkunde Hermann Heerens zum Kommandeur der Ehrenlegion

- Kommandeur der Ehrenlegion (14. Dezember 1868)
- Nobilitierung (erblicher bayerischer Adel) durch Prinzregent Luitpold von Bayern am 28. Juli 1889, wegen seiner Verdienste um Bayerns Landwirtschaft

### Familie
Johann Hermann von Heeren hatte eine Zwillingsschwester Ida Wilhelmine Heeren (1833–1898, verheiratet mit Heinrich Amsinck).
Mit seiner Ehefrau Maria del Carmen Heeren y Massa (1849–1924) hatte er vier Kinder:
- August Wilhelm Alexander von Heeren (1870–1927), Kaiserlicher Geheimer Regierungsrat zu Straßburg, Gutsbesitzer zu Rottenbuch
- Eggebert Hermann von Heeren (1880–1957), Oberleutnant der Luftwaffe, Gutsbesitzer zu Schloss Eppishausen bei Erlen im Thurgau (Schweiz)
- Viktor von Heeren (1881–1949) war Gesandter in Prag und Belgrad
- Maria del Consuelo von Heeren (1889–1952)